# Extended Industry Standard Architecture
Extended Industry Standard Architecture (EISA) er en datakommunikationsbus til PC'er fra 1988 udviklet af en udbrydergruppe af IT-udviklere fra IBM, som opererede under navnet Gang of Nine.
EISA-databussen blev udviklet som alternativ og konkurrent til IBM’s MCA-bus og blev anvendt blandt andet af følgende selskaber: AST Research, Compaq Computer, Epson, Hewlett-Packard, NEC, Olivetti, Tandy, WYSE og Zenith Data Systems.